# Monika Stanny
Monika Stanny (ur. 9 października 1972 w Koszalinie) – polska ekonomistka i geograf społeczno-ekonomiczna, doktor habilitowana nauk ekonomicznych, profesor w Instytucie Rozwoju Wsi i Rolnictwa PAN, dyrektor IRWiR PAN. Prowadzi badania z zakresu ekonomii przestrzennej, ekonomii rozwoju, demografii. Zainteresowania naukowe obejmują kwestie społeczno-ekonomicznych uwarunkowań rozwoju obszarów wiejskich. Analizuje procesy ludnościowe, dezagraryzacji, spójności terytorialnej.

## Życiorys
Ukończyła studia magisterskie na kierunku geografia na Wydziale Matematyczno-Przyrodniczym w Wyższej Szkole Pedagogicznej w Słupsku (1996). Stopień doktora nauk ekonomicznych uzyskała w 2003 r. w Instytucie Rozwoju Wsi i Rolnictwa Polskiej Akademii Nauk w Warszawie, na podstawie pracy Przemiany demograficzne na obszarach wiejskich a gospodarka rolna w latach dziewięćdziesiątych. W 2014 r., decyzją rady Kolegium Nauk o Przedsiębiorstwie Szkoły Głównej Handlowej w Warszawie, uzyskała stopień naukowy doktora habilitowanego nauk ekonomicznych przedstawiając monografię Przestrzenne zróżnicowanie rozwoju obszarów wiejskich w Polsce. Zawodowo związana początkowo z Politechniką Koszalińską jako nauczyciel akademicki, gdzie w latach 2007–2009 pełniła funkcję dyrektora ds. nauczania w Instytucie Ekonomii i Zarządzania (obecnie Wydział Nauk Ekonomicznych).

### Polska Akademia Nauk
Od 2006 r. pracownik naukowy w Instytucie Rozwoju Wsi i Rolnictwa Polskiej Akademii Nauk. W 2014 r., jako doktor habilitowany objęła po prof. dr. hab. Marku Kłodzińskim kierownictwo w Zakładzie Ekonomii Wsi. W 2016 roku, w wyniku procedury konkursowej, została mianowana przez Prezesa PAN na czteroletnią kadencję Dyrektora IRWIR PAN. W latach 2020–2024 ponownie kierowała IRWIR PAN. Po dwóch pełnych kadencjach od listopada 2024 roku pełni obowiązki dyrektora IRWIR PAN. Kierownik projektów badawczych, w tym wieloletniego projektu Monitoring rozwoju obszarów wiejskich i projektu Ciągłość i zmiana. Sto lat rozwoju polskiej wsi. Autorka ponad 150 artykułów naukowych i dziesięciu monografii autorskich. Redaktor naczelna serii wydawniczej monografii Problemy Rozwoju Wsi i Rolnictwa, członkini zespołu redakcyjnego kwartalnika „Wieś i Rolnictwo”.
Członkini Komitetu Nauk Demograficznych PAN, Komitetu Przestrzennego Zagospodarowania Kraju PAN oraz rad naukowych: Instytutu Rozwoju Wsi i Rolnictwa PAN, Instytutu Nauk Prawnych PAN, Instytutu Geografii i Przestrzennego Zagospodarowania PAN.

### Działalność społeczna
Członkini licznych gremiów konsultacyjno-opiniodawczych, w tym Komitetu ds. Umowy Partnerstwa na lata 2021–2027 przy Ministerstwie Funduszy i Polityki Regionalnej, Rady do spraw Rolnictwa i Obszarów Wiejskich przy Prezydencie RP (2021-2025), Komitetu Rolnictwa i Obrotu Rolnego Krajowej Izby Gospodarczej (2022-), Stowarzyszenie Ekonomistów Rolnictwa i Agrobiznesu (2003-), Zespołu doradczego do spraw współpracy naukowej z Ukrainą przy Prezesie PAN (2024-), Alliance of Poverty Reduction and Development przy Alliance of International Science Organizations (ANSO) (2020-). Członkini Rady Programowej Fundacji „Agro Woman”. Współzałożycielka Fundacji Badań Wiejsko-Miejskich RURall [Rural and Urban Research] (2020). W 2025 r. powołana do Zespołu do spraw opracowania założeń do nowego modelu ewaluacji jakości działalności naukowej przez Ministra Nauki i Szkolnictwa Wyższego.
Za działalność naukową i organizacyjna wielokrotnie nagradzana przez Prezesa PAN (od 2019 roku corocznie). Nagradzana także przez Rektora Politechniki Koszalińskiej za dorobek naukowy i działalność dydaktyczną (2024, 2008, 2009). W 2014 r. otrzymała nagrodę indywidualną Dyrektora IRWiR PAN. W 2015 Minister rolnictwa i rozwoju wsi nadał odznakę honorową „Zasłużony dla rolnictwa”. W 2022 r. otrzymała Srebrny Krzyż Zasługi.

## Wybrane publikacje
- Stanny M., Komorowski Ł., 2024. Przemiany ludnościowe na wsi [Population change in rural areas], [W:] Poczta W., Hałasiewicz A. (red.), Polska wieś 2024. Raport o stanie wsi [Polish countryside 2024. Report on the state of the countryside], FDPA, Scholar, Warszawa, s. 49–68.
- Li Y., Gao G., Wen J., Zhao N., Du G., Stanny M., 2025. The measurement of agricultural disaster vulnerability in China and implications for land-supported agricultural resilience building, Land Use Policy, 148: 107400. doi: 10.1016/j.landusepol.2024.107400.
- Stanny M., Rosner A., Komorowski Ł., 2023. Monitoring rozwoju obszarów wiejskich. Etap IV. Dekada przemian społeczno-gospodarczych [Rural Development Monitoring. Stage IV. A decade of socio-economic changes], Fundacja Europejski Fundusz Rozwoju Wsi Polskiej, Instytut Rozwoju Wsi i Rolnictwa PAN, Warszawa, s. 278. doi: 10.53098/MROW.2720-376X
- Halamska M., Kłodziński M., Stanny M., 2023. Polska wieś 2044. Wizja rozwoju [Polish countryside 2044. Vision of development], IRWiR PAN, Warszawa, s. 190. doi: 10.53098/978-83-89900-71-5
- Mróz A., Komorowski Ł., Wolański M., Stawicki M., Kozłowska P., Stanny M., 2022. The impact of territorial capital on Cohesion Policy in rural Polish areas. Regional Studies, 57(3): 497–510. doi: 10.1080/00343404.2022.2091774.
- Halamska M., Stanny M., 2021. Temporal and spatial diversification of rural social structure: The case of Poland. Sociologia Ruralis, 61(3): 578-601 doi: 10.1111/soru.123
- Komorowski, Ł., Stanny, M., 2020. Smart Villages: Where Can They Happen? Land, 9: 151. doi: 10.3390/land9050151.
- Stanny M., Rosner A., Komorowski Ł., 2018. Monitoring rozwoju obszarów wiejskich. Etap III. Struktury społeczno-gospodarcze, ich przestrzenne zróżnicowanie i dynamika [Rural Development Monitoring. Stage IV]. EFRWP, IRWiR PAN, Warszawa. doi: 10.7366/90066MROWIII
- Stanny M., Strzelczyk W., 2018. Kondycja finansowa jednostek samorządu lokalnego a rozwój społeczno-gospodarczy obszarów wiejskich w Polsce. Ujęcie przestrzenne [The financial condition of local government units and the socio-economic development of rural areas in Poland. Spatial approach], Instytut Rozwoju Wsi i Rolnictwa PAN, Wydawnictwo Naukowe Scholar, Warszawa, pp. 207.
- Halamska M., Hoffmann R., Stanny M., 2017. Studia nad strukturą społeczną wiejskiej Polski. Tom 2: Przestrzenne zróżnicowanie struktury społecznej [Studies on the Social Structure of Rural Poland. Volume 2: Spatial Differentiation of the Social Structure], Instytut Rozwoju Wsi i Rolnictwa PAN, Warszawa, pp. 150.
- Rosner A., Stanny M., 2017. Socio-economic development of rural areas in Poland, The European Fund for the Development of Polish Villages Foundation (EFRWP), Institute of Rural and Agricultural Development, PAS (IRWiR PAN), Warsaw, pp. 126.
- Rosner A., Stanny M., 2014. Monitoring rozwoju obszarów wiejskich. Etap I. Przestrzenne zróżnicowanie poziomu rozwoju społeczno-gospodarczego obszarów wiejskich w 2010 roku [Rural Development Monitoring. Stage I: Spatial differentiation of socio-economic development of rural areas in 2010], Fundacja Europejski Fundusz Rozwoju Wsi Polskiej, IRWIR PAN, Warszawa pp. 265.
- Stanny M., 2014. Wieś, obszar wiejski, ludność wiejska – o problemach z ich definiowaniem. Wielowymiarowe spojrzenie [Problems with the definition of a village, rural areas and the rural population. A multivariate overview], Wieś i Rolnictwo, 1(162):123-138. doi: 10.53098/wir.2014.1.162/07
- Stanny M., 2013. Przestrzenne zróżnicowanie rozwoju obszarów wiejskich w Polsce [Spatial diversification of rural area development in Poland], IRWiR PAN, Warszawa, pp. 330.
- Stanny M., Czarnecki A., 2011. Zrównoważony rozwój obszarów wiejskich Zielonych Płuc Polski. Próba analizy empirycznej [Sustainable development of rural areas of the Green Lungs of Poland region. An attempt at empirical analysis], IRWiR PAN, Warszawa, pp. 251.